# Alice Ferney
Alice Ferney (Parijs, 21 november 1961) (pseudoniem van Cécile Brossollet) is een Franse schrijfster.

## Biografie
Cécile Brossollet werd in 1961 geboren in Parijs en studeerde van 1981 tot 1984 aan de ESSEC Business School en vervolgens aan de EHESS waar ze een thesis in economie voltooide in 1990. Na haar studies werd ze docent economie aan de universiteit van Orléans.
In 1993 publiceerde ze haar eerste roman Le Ventre de la fée. Haar belangrijkste thema’s zijn vrouwelijkheid, het verschil tussen de seksen, moederschap en liefde. In 2014 publiceerde ze Le Règne du vivant, een "documentaire" roman, geïnspireerd door de acties van milieuactivist Paul Watson om walvissen te beschermen en zijn strijd tegen overbevissing en wildstroperij. In dat boek beweert ze controversiële activisten te eren en gelijk te geven.
Tijdens het Franse debat over het homohuwelijk schreef ze samen met 54 andere vrouwen een brief aan de senatoren om hen te informeren over haar bezorgdheid over het wetsvoorstel en verzette ze zich tegelijkertijd tegen kunstmatige bevruchting en draagmoederschap.

## Verfilming
In 2016 werd haar boek L'Élégance des veuves verfilmd onder de naam Éternité door Trần Anh Hùng met in de hoofdrollen Audrey Tautou, Bérénice Bejo, Mélanie Laurent en Jérémie Renier.
- Bibsys: 1066703
- Biblioteca Nacional de España: XX1561121
- Bibliothèque nationale de France: cb12947466j (data)
- CiNii: DA1863354X
- Gemeinsame Normdatei: 123250102
- International Standard Name Identifier: 0000 0001 1046 638X
- Library of Congress Control Number: n94025496
- Bibliotheek van het Japanse parlement: 001252652
- Nationale Bibliotheek van Tsjechië: xx0152629
- Nationale Bibliotheek van Israël: 987007323121705171
- Nederlandse Thesaurus van Auteursnamen: 203266900
- Réseau des bibliothèques de Suisse occidentale: 02-A003238551
- Système universitaire de documentation: 056544731
- Virtual International Authority File: 24733266
- WorldCat: E39PBJpv6jYHk8xbHRwV9fBdcP